# Trdat III
Kung Trdat III (Armeniska: Տրդատ Գ) också känd som Trdat den store, född 250, död 330 e.Kr, var kung över Armeniska riket från 287 till sin död. 
Kung Trdat är mest känd för att han konverterade från den iranska zoroastrismen till kristendomen redan på 290-talet och gjorde kristendom till Armeniens statsreligion år 301. Armenien blev då det första kristna riket. 
Han befriade samtidigt sankt Gregorius Upplysaren (vilken förföljts på grund av sin tro av tidigare kungar) från fängelse och lät honom bli Armeniens förste Katholikos (en titel som vissa överhuvuden för en autokefal orientalisk-ortodox kyrka bär). 
Kung Trdat vördas som helgon av Armeniska kyrkan och i förlängning även av orientalisk-ortodoxa och östortodoxa kyrkor samt romersk-katolska kyrkan.